# Nick Thompson

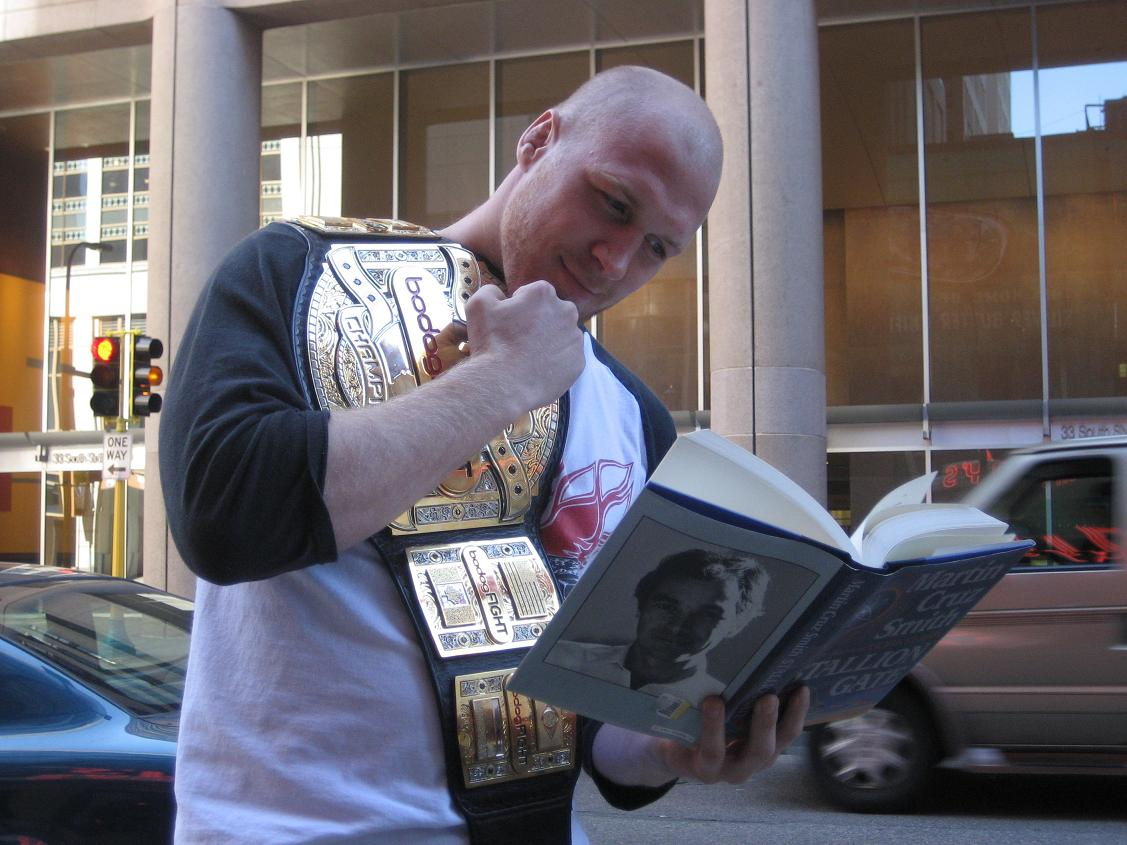
Nick Thompson

Nick Thompson (* 23. Juni 1981 in Newport News, Virginia) ist ein US-amerikanischer Kampfsportler aus Minneapolis. Sein Spitzname ist The Goat, englisch für Die Ziege. Er kämpft in verschiedenen Mixed-Martial-Arts-Ligen und wurde am 14. April 2007 Bodog-Fight-Weltergewichtschampion gegen Eddie Alvarez.
Nick Thompson ist 185 cm groß und um 77 Kilogramm schwer. Seine professionelle Kampfkarriere umfasste per 8. Juni 2008 36 Siege, neun Niederlagen und ein Unentschieden.
Thompson wurde in Newport News in Virginia geboren und wuchs in Minnesota auf. Er begann an der Eastview High School in Apple Valley mit dem Ringkampf und gehörte bald zu den besten Ringern des Bundesstaates. Er führte diesen Sport auch an der University of Wisconsin weiter und stieß dabei auf Mixed Martial Arts. Er begann in Dave Strasser’s Freestyle Academy in Kenosha zu trainieren und hatte erste Kämpfe. Thompson war zu Beginn sowohl im Training als auch im Kampf sehr schlecht und ging oft KO. Von daher rührt sein Spitzname Goat, angelehnt an die Fainting Goat, eine Ziegenrasse, die bei Aufregung sofort zusammenbricht. Thompson wechselte dann an die Minnesota Martial Arts Academy und begann sich in Muay Thai und Brazilian Jiu-Jitsu weiterzubilden. Im Jahr 2005 hatte er sein Debüt in der Ultimate Fighting Championship, 2006 unterschrieb er bei Bodog Fight. Seinen dort errungenen Weltergewichtstitel verteidigte er zweimal erfolgreich.